# Титов, Алексей Иванович
Алексе́й Ива́нович Тито́в (11 марта 1913, д. Михалёво, Тверская губерния — 13 декабря 1983, Петрозаводск) — российский поэт, переводчик и редактор.

## Биография
Родился в крестьянской семье. Работал слесарем на заводе «Красный путиловец», в 1933 году окончил Ленинградский техникум театра рабочей молодёжи.
Публиковался с 1933 года. В 1936—1941 годах работал в заводской многотиражной газете «Красный путиловец».
Во время Великой Отечественной войны служил корреспондентом армейской газеты на Карельском фронте, с июня 1942 — инструктором культурно-массовой работы Дома культуры 14-й армии (Карельский фронт). Награждён орденом Красной Звезды.
В 1946—1949 годах работал в Ленинграде инструктором по печати Василеостровского районного комитета ВКП (б).
В 1949 году переехал в Петрозаводск, принят в Союз писателей СССР.
Занимал должность редактора журнала «На рубеже» (ныне «Север»), работал ответственным секретарём правления Союза писателей Карельской АССР.
Был одним из авторов опубликованного в 1970 году перевода на русский язык карельского эпоса «Калевала» в композиции О. В. Куусинена.

## Награды и звания
- орден Красной Звезды (14.11.1944)
- медаль «За трудовое отличие» (22.09.1959)
- другие медали
- Заслуженный работник культуры РСФСР (1973).